# チャールズ・オースティン
サー・チャールズ・ジョン・オースティン（Sir Charles John Austen, 1779年6月23日 - 1852年10月7日）は、イギリス海軍の軍人で、バス勲爵士である。フランス革命戦争とナポレオン戦争に従軍し、その後、最終的に海軍少将の地位に昇進した。

## 生涯

### 海軍入隊まで

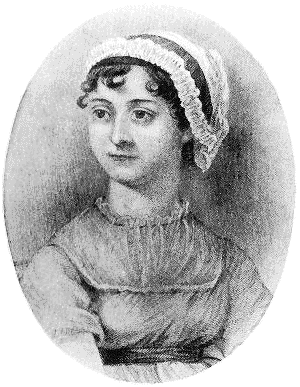
ジェイン・オースティン

1779年にジョージ・オースティン牧師の末子として生まれた。5人の兄と2人の姉がおり、五兄のフランシスも海軍に入隊し、元帥になっている。次姉が有名な作家のジェイン・オースティンである。 
チャールズは1791年に海軍兵学校に入校し、1794年の9月にはダイダロスで士官候補生として任務に就いた。その後ユニコーンとエンディミオンにも乗艦した。ユニコーンで任務に就いているときにオランダのブリッグ「コメット」とフランスの44門フリゲートトリビューヌ（トリビューン）、そしてやはりフランスの輸送艦である「ヴィユ・ドリアン」の拿捕を補佐した。
エンディミオン転属後は、ヘレフートスライスにオランダの戦列艦「ブルートゥス」（Brutus）を追い込むために助力し、この結果オースティンは1797年海尉となって、スコーピオンで任務に就いた。「スコーピオン」での任務の期間は長期にわたり、その間にオランダのブリッグ「クーリエール」を拿捕した。その後オースティンはタマーに移った。タマーでは、アルヘシラス港外でしばしば小砲艦や私掠船との交戦や攻撃に巻き込まれた。1800年の4月に「エンディミオン」に戻ったオースティンはある時、他に4人だけを連れて、強風をついて小舟で出港し、149人を載せた18門艦「シピオ」に乗り込んでこれを拿捕した。その翌日、「エンディミオン」が完全にこの艦を拿捕するまで、オースティンは「シピオ」を管理下に置いた。その後オースティンは、チャールズ・パジェット艦長のもとで功績を次々とあげた後、海軍本部からコマンダーに昇格され、1804年10月10日にスループ「インディアン」の指揮官に就任した。

### 指揮官として

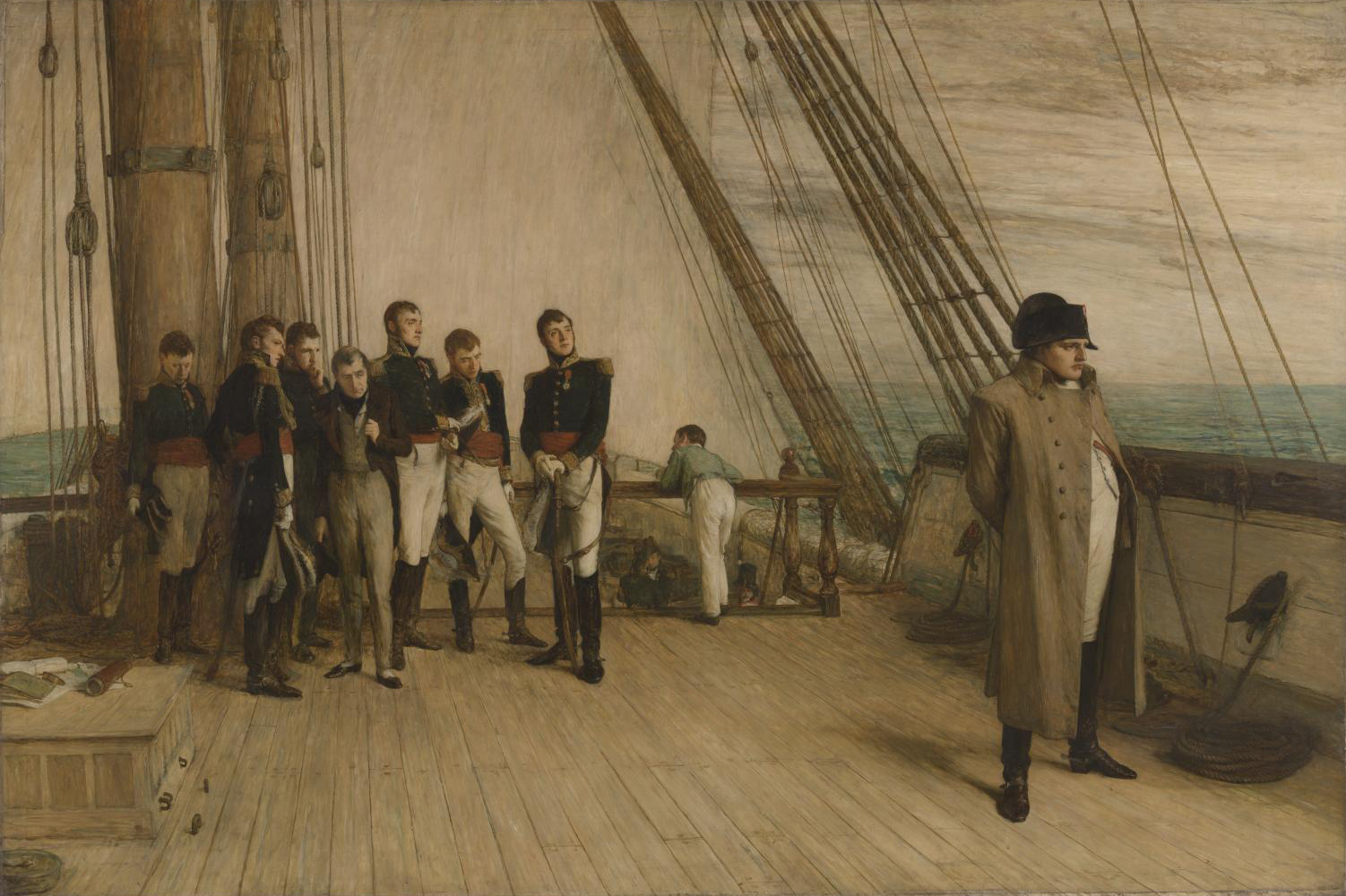
ワーテルローの敗北後、セントヘレナ島へ流されるナポレオン

その後5年間を北アメリカ艦隊で過ごしたオースティンは、1810年5月10日に74門艦スウィフトシュア (戦列艦)の艦長となった、その当時この艦はボルラス・ウォーレンの旗艦だった。その年の9月にはクレオパトラに乗艦し、1811年の11月から1814年の9月まではナムールの艦長として任務についた。この艦はノアを基地としており、トマス・ウィリアムズの旗艦だった。その後36門フリゲートのフェニックスをまかされ、百日天下が終わって、アンドーンテッド、ガーランドと共に、アドリア海で勢力を伸ばしつつあると思われるナポリ軍をくまなく探すために、戦隊の指揮官として派遣された。ナポリ軍を降伏させた後は、ブリンディジでの封鎖に加わった。その後エドワード・ペリューから、フランス戦隊の様子を探る任務を受けたが、フランスとの戦争が終わったこともあり、オースティンはしばらくの間、この地域の海賊行為の鎮圧の方に注意を向けた。そしてパヴォス港で2隻の私掠船を拿捕することに成功したが、「フェニックス」が1816年2月20日にスミルナで難破するという災難に見舞われた。これは案内人を無視したのが原因だった。
1826年6月2日、オースティンは46門艦オーロラをまかされ、次席司令官としてジャマイカ駐留地に赴任した。ここで奴隷貿易の阻止に奮迅し、多くの奴隷船を捕獲してかなりの戦功をあげた。オースティンは「オーロラ」の指揮官を2年半務め、その後この艦は1828年12月に退役した。エドワード・コルポイズがオースティンを自分の旗艦の艦長に指名したため、北アメリカ及び西インド諸島艦隊（かつての北アメリカ艦隊）でウィンチェスターに乗務し、その後、1830年12月の大事故で負傷して、送還されるまでこの地にとどまった。回復して任務に戻ったオースティンは、1838年にウォータールーに配属された。1840年の8月28日には恩給が支給された。オースティンは地中海に「ウォータールー」で航海し、1840年11月3日のアッコの爆撃で功績をあげ、この結果、1840年12月18日にバス勲章を授与された。オースティンと「ウォータールー」は帰国し、「ウォータールー」はその後、1841年の6月に退役した。

### 提督昇進とビルマでの死
1846年には少将に昇進し、1850年1月14日には東インド・中国艦隊の司令官に任じられて、その翌日には提督旗をなびかせて出港した。第二次英緬戦争でイギリス遠征軍を率いたが、1852年10月7日、73歳でコレラのためピイで死去した。1852年4月30日、オースティンはその功績をインド総督のダルハウジー侯爵ジェイムズ・ブラウン＝ラムゼイにたたえられ、その後ラムゼイはオースティンの死に対する哀悼の意を、正式に記録に残した。遺体はトリンコマリーに埋葬された。

## 家族
オースティンは、バミューダの前法務官の末娘であるフランシス・パーマーと1807年に結婚した。2人には3つ子が生まれた。1814年にフランシスが亡くなった後、フランシスの姉ハリエットと再婚した。2人には4人の子供が生まれ、うち2人が男で、そのうち1人が父の後を追って海軍に入隊した。